# Bastone d'inchiostro
Il bastone d'inchiostro (in cinese 墨S, mòP, in coreano mŏk o meok, 먹, in giapponese sumi, 墨) è un tipo d'inchiostro di china solidificato, composto da un impasto di colla e fuliggine ricavata dalla combustione di resina vegetale, estratta da alberi di camelia, di pino e di lacca.
In Estremo Oriente è storicamente usato in alcune arti tradizionali come la pittura a inchiostro e acqua e la calligrafia.

## Storia

### Cina
Ci sono varie teorie sulla sua origine, ma esisteva già negli anni prima di Cristo.
Tracce di inchiostro rosso sono state trovate nell'antica scrittura sulle ossa sviluppata durante la dinastia Shang. Pennelli, bastoni e inchiostro sono stati trovati nella tomba di Tai nel 211 a.C., che fu trovata nella contea di Yunmeng, provincia di Hubei. Inoltre, dalla 167ª tomba di Mt. Hoo, nella contea di Jiangling, (Hubei) è stato trovato un pennello con dell'inchiostro sulla punta, che si stima sia originario tra il 179 a.C. e il 141 a.C. circa.
Si usavano polvere di carbone e grafite in polvere disciolti in acqua e vernice, e al tempo dei Tre Regni cominciò ad essere inchiostro piatto indurito con della colla. Durante la dinastia Song iniziò a essere prodotto l'inchiostro da fuliggine.
Gli inchiostri minerali a base di materiali come la grafite erano macinati con acqua e applicati con pennelli. Le origini minerali degli inchiostri cinesi furono discusse dal calligrafo, politico e scrittore della dinastia Han Xu Shen (許慎, 58 - 147 circa). Nel suo Shuowen Jiezi ha scritto "L'inchiostro, la cui componente semantica è 'terra', è nero". (墨，從土，黑也), indicando che la parola "inchiostro" (墨) è composta dai pittogrammi "nero" (黑) e "terreno" (土), per via delle origini terrene del minerale scuro utilizzato nella produzione.
Il passaggio dagli inchiostri a grafite agli inchiostri fuligginosi e carbonizzati avvenne prima della dinastia Shang. Dagli studi sulle tracce di inchiostro in manufatti di varie dinastie, si ritiene che gli inchiostri usati nella dinastia Zhou siano abbastanza simili a quelli usati nella dinastia Han. Tuttavia, questi primi inchiostri, fino alla dinastia Qin, erano probabilmente conservati in forme liquide o in polvere che non sono state ben conservate e quindi la loro esistenza e costituzione possono essere studiate solo da oggetti e manufatti dipinti. La prova fisica di questi primi "moderni" inchiostri cinesi fatti di fuliggine e colla animale è stata trovata in scavi archeologici di tombe datate alla fine del Periodo degli Stati Combattenti intorno al 256 a.C. Questo inchiostro è stato creato dal lavoro manuale utilizzando palline macinate in inchiostro sopra a una pietra da inchiostro piatta usando un pestello di pietra più piccolo. Molti inchiostri e strumenti di macinazione sono stati trovati nelle tombe della dinastia Han, con grandi inchiostri a forma di lingotto che appaiono nel tardo Han orientale.

### Corea
In Corea, l'inchiostro di alta qualità veniva prodotto dal periodo dei Tre Regni e Goguryeo introdusse la tecnologia di produzione dell'inchiostro in Giappone. L'"inchiostro per samurai di Silla" e "l'inchiostro della famiglia Silla Yang" realizzati a Silla sono ancora in un tesoro a Shoso in Giappone. Storicamente, invece, lo status sociale degli artigiani era molto basso, e ci sono pochi documenti relativi alla produzione di inchiostri, il che rende difficile studiarli e riprodurli. Nella riproduzione moderna dell'inchiostro coreano tradizionale, alla lavorazione vengono aggiunti anche materiali cinesi e giapponesi.

### Giappone
Uno dei primi documenti letterari sulla produzione di bastoni di inchiostro in Giappone proviene da qimin yaoshu (齊民要術) scritto durante la dinastia Wei settentrionale. L'elaborazione delle tecniche, dei requisiti tecnici e degli ingredienti è stata annotata anche nel rotolo di yunlu manchao (雲麓漫鈔) e nel capitolo "inchiostro" di tiangong kaiwu (天工開物), la notevole enciclopedia della dinastia Ming di Song Yingxing (宋應星).
Si dice che il più antico sumi-sho sopravvissuto in Giappone sia il carattere (o simbolo) "ta" scritto sulla ceramica di sumi-sho alla fine del II secolo trovata nel sito di Kaizo a Ureshino-cho, nella prefettura di Mie (attualmente Matsusaka). Pietre d'inchiostro del I e II secolo a.C. sono state scavate anche da diversi siti archeologici nel Kyushu settentrionale, come il sito di Shimohieda nella città di Yukuhashi, nella prefettura di Fukuoka. Il resoconto della produzione di inchiostri in Giappone fu pubblicato per la prima volta in "Nihon Shoki" e fu redatto da Damjing, che venne da Goguryeo nel 18º anno dell'imperatrice Suiko.

## Produzione
In generale, i pennarelli sono fatti di fuliggine e colla animale, con altri ingredienti aggiunti occasionalmente come conservanti o per estetica:
- Fuliggine: è prodotta dalla combustione ipossica di oli come l'olio di tung (桐油), l'olio di semi di soia, l'olio di semi di tè o il lardo, o da legno come quello del pino[16].
- Colla animale: vengono utilizzate colle di albume d'uovo, pelle di pesce o pelle di bue
- Incenso e medicinali: per migliorare l'estetica fisica, incenso ed estratti di erbe della medicina tradizionale cinese come chiodi di garofano, corteccia di frassino (Fraxinus chinensis), legno, muschio. Questi ingredienti possono servire come conservanti.

Gli ingredienti vengono mescolati insieme in proporzioni precise fino a ottenere un impasto liscio e uniforme. L'impasto viene poi tagliato, pressato in uno stampo e fatto asciugare lentamente. I bastoncini d'inchiostro di cattiva fattura si rompono o si screpolano a causa di un impasto inadeguato, del rapporto fuliggine/colla impreciso o dell'asciugatura irregolare.
La forma più comune per i pennarelli è rettangolare/cuboide anche se a volte vengono utilizzate altre forme. I bastoni di inchiostro hanno spesso varie iscrizioni e immagini incorporate nel loro design, come indicazioni del produttore o il tipo di bastone di inchiostro, poesie o un'immagine artistica.
Si dice che un buon bastone di inchiostro sia duro come la pietra, con una consistenza simile a un rinoceronte e nero come la lacca (堅如石，紋如犀，黑如漆). La superficie di un pennarello di qualità dovrebbe avere, alla luce riflessa, una lucentezza che è viola-bluastra, nera se non così buona e bianca se cattiva. I migliori pennarelli fanno pochissimo rumore durante la molatura a causa della fine fuliggine utilizzata, che rende l'azione di molatura molto liscia, mentre un rumore di molatura molto forte o graffiante indica un inchiostro di scarsa qualità con una fuliggine granulosa. Allo stesso modo, un inchiostro di qualità non dovrebbe danneggiare o graffiare la pietra dell'inchiostro.
Nel 1957 è stata depositata la prima domanda di brevetto per inchiostri a base di alcol polivinilico (PVA).

## Tipi
Esistono molti tipi di bastoni d'inchiostro. Un artista o un calligrafo può utilizzare un inchiostro specifico per uno scopo speciale o per creare effetti speciali.
- L'inchiostro di fuliggine di olio viene prodotto utilizzando la fuliggine di olio di tung bruciato o vari altri oli. C'è più colla in questo tipo di inchiostro rispetto agli altri tipi, quindi non si diffonde più di tanto. Dà un caldo colore nero ed è utile come inchiostro per pittura e calligrafia di uso generale[19].
- L'inchiostro di fuliggine di pino è ottenuto dalla fuliggine del legno di pino. Ha meno colla e quindi si diffonde più dell'inchiostro di fuliggine di olio. Dà un colore nero-bluastro ed è buono per la calligrafia e la pittura gongbi[20].
- L'inchiostro di fuliggine della lacca è costituito dalla fuliggine della vernice grezza essiccata. Ha un aspetto brillante ed è più adatto per la pittura[21].
- L'inchiostro a carboncino è realizzato con normale carboncino di legno. Ha la minor quantità di colla e quindi si stende sulla carta più di altri inchiostri. Viene utilizzato principalmente per la pittura e la calligrafia freestyle[22][23].
- L'inchiostro bluastro (青墨) è olio o fuliggine di pino che è stato mescolato con altri ingredienti per produrre un sottile inchiostro nero-bluastro. Utilizzato principalmente per la calligrafia[24].
- L'inchiostro colorato è un inchiostro di fuliggine a olio che è stato miscelato con i pigmenti per creare un inchiostro di colore solido. Il più popolare è l'inchiostro di cinabro, che secondo quanto riferito è stato utilizzato dagli imperatori cinesi[25][26].

Un artista può commissionare a negozi specializzati un inchiostro personalizzato per soddisfare le proprie esigenze. L'inchiostro medicale viene prodotto mescolando inchiostro standard con medicinali a base di erbe e può essere macinato e prelevato internamente. Alcuni inchiostri sono realizzati in forme altamente decorative e strane per i collezionisti piuttosto che per l'uso effettivo.
All'interno di ogni tipo di inchiostro ci sono molte variazioni riguardanti gli ingredienti aggiuntivi e la finezza della fuliggine. Un artista seleziona il miglior tipo di inchiostro adatto alle proprie esigenze a seconda della disciplina, del tipo di carta e così via.

## Galleria d'immagini

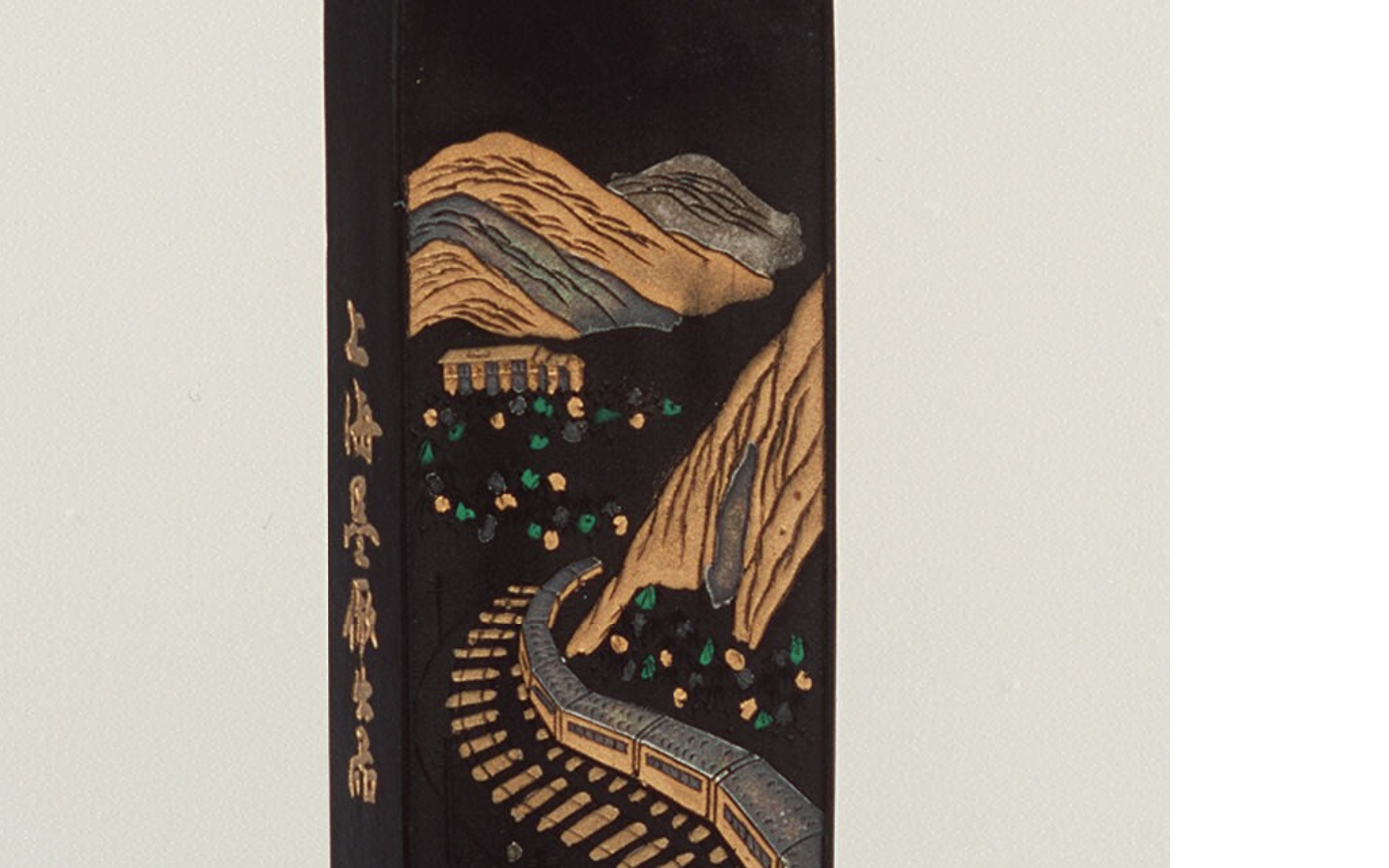
Prisma rettangolare nero in fuliggine pressata. Raffigura un treno. È un inchiostro solido solubile in acqua utilizzato nelle tradizioni calligrafiche dell'Asia orientale.
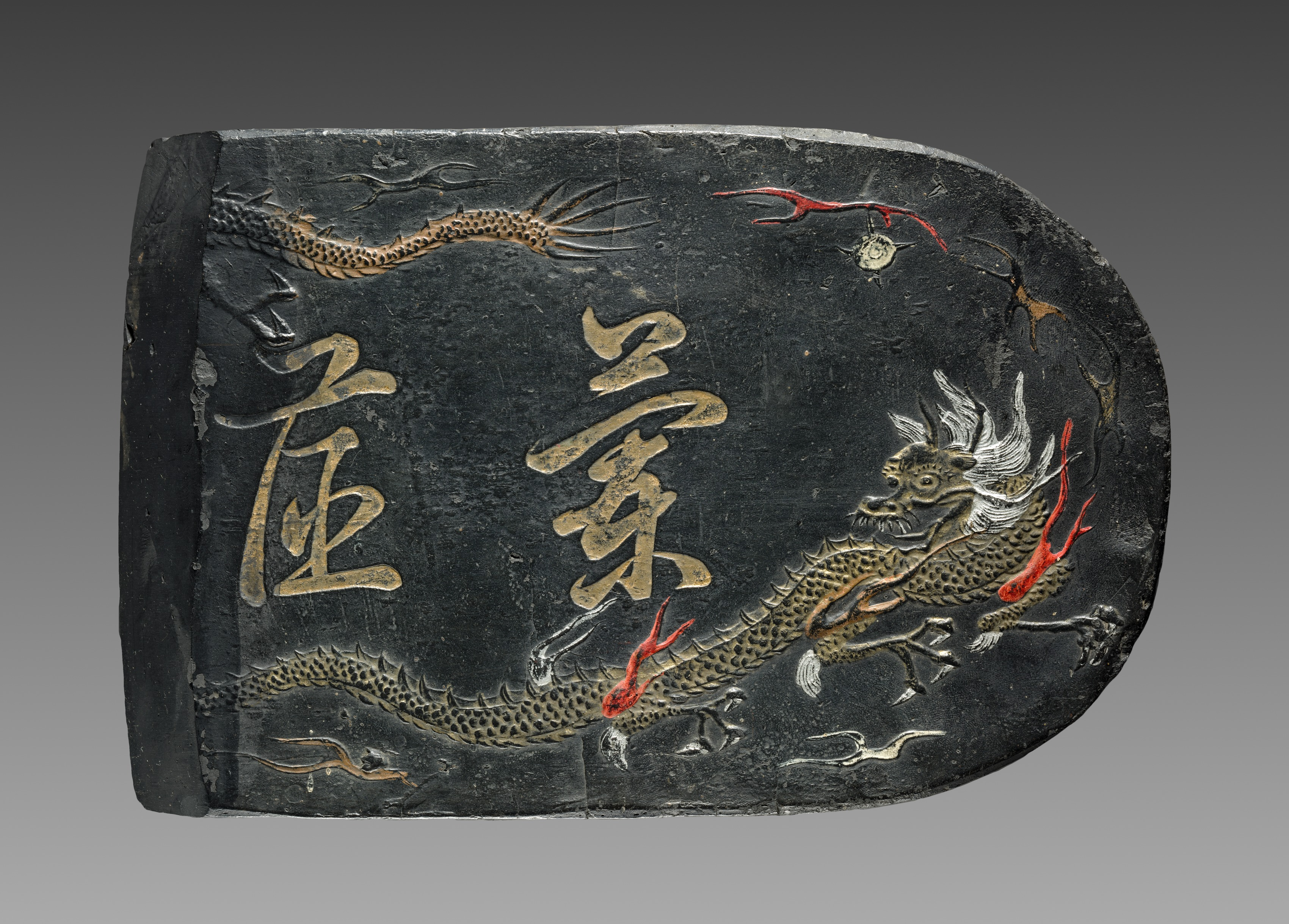
Bastone d'inchiostro, 1368, Museo d'arte di Cleveland
Bastone d'inchiostro, XIX sec, Museo d'arte di Cleveland
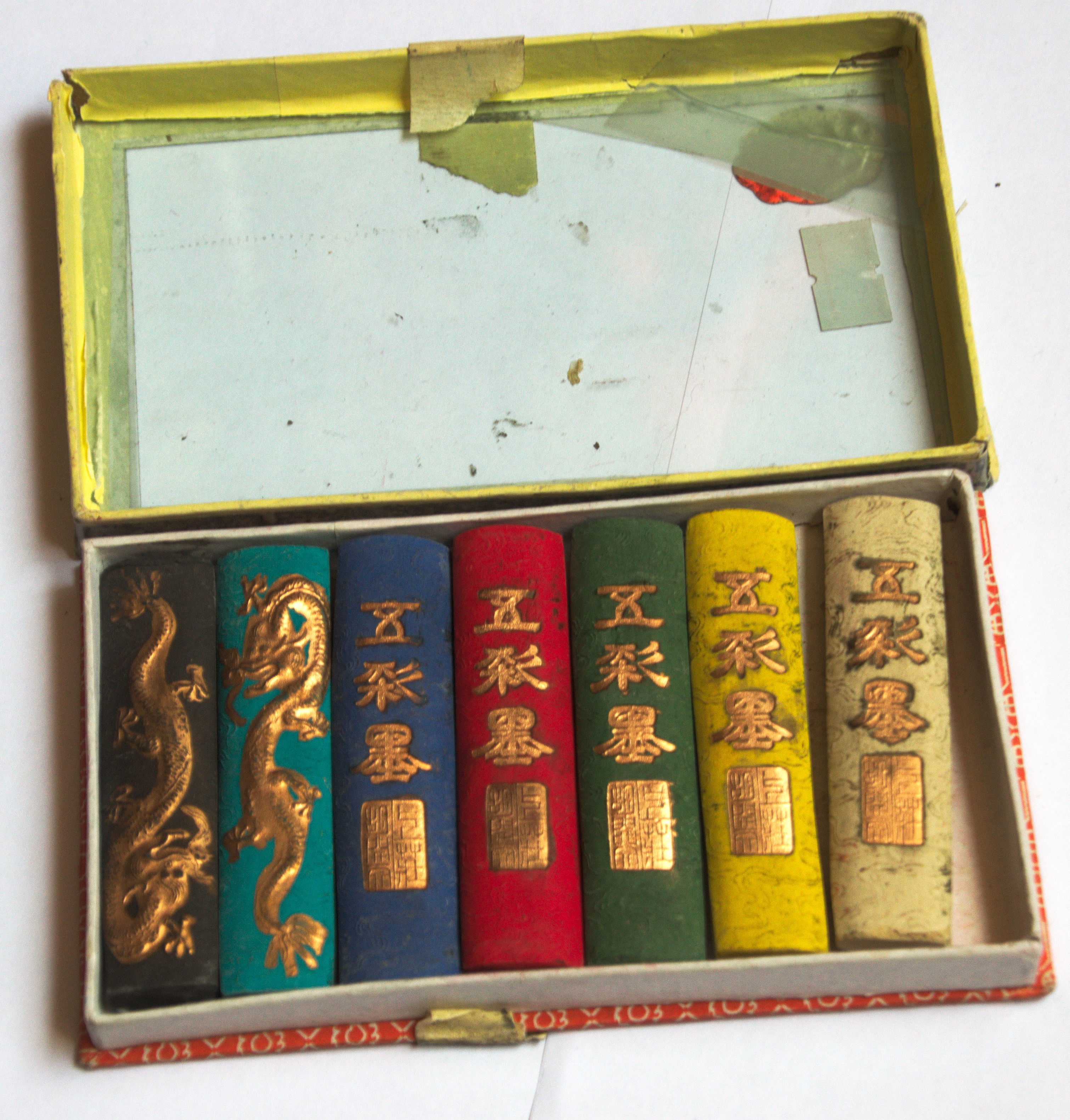
Scatola di bastoncini di inchiostro cinese a colori tradizionali.
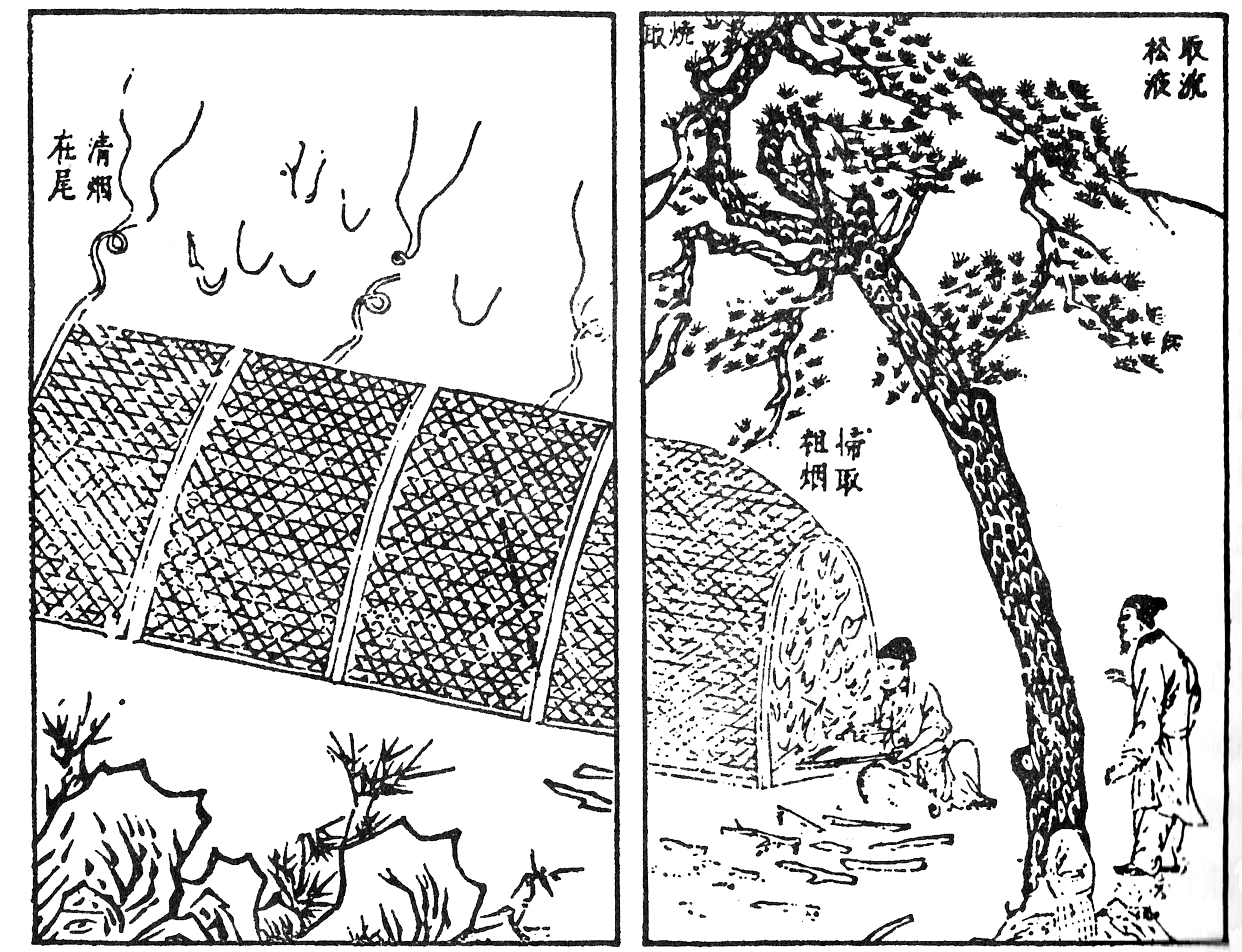
Immagine dal documento tecnico del XVII secolo Tiangong Kaiwu (天工開物) che descrive in dettaglio come il pino viene bruciato in una fornace a un'estremità e la sua fuliggine raccolta dall'altra.
Bastone d'inchiostro, primo decennio del XIX sec, Museo d'arte di Cleveland